# William Marsden (orientalist)
William Marsden, född 16 november 1754 i County Wicklow, död 6 oktober 1836, var en brittisk orientalist.
Marsden var 1771-1779 civiltjänsteman i engelsk-ostindiska kompaniets besittning Bencoolen på Sumatra och 1795-1807 sekreterare i amiralitetet. Under vistelsen på Sumatra tillägnade sig Marsden grundlig kännedom om malajerna, särskilt deras språk. Han skrev 1783 The history of Sumatra samt utgav 1812 Grammar of the Malay language och Dictionary of the Malay language - ett arbete då av banbrytande betydelse - och 1823-1825 Numismata orientalia. Sin rika samling av österländska mynt skänkte han till British Museum, sitt bibliotek, med dess orientaliska manuskriptsamling, till King's College i London. En självbiografi, A brief memoir of William Marsden, utgavs av hans änka (1838).